# Gelatinöse Sprengstoffe
| Gelatinöse Sprengstoffe        | Gelatinöse Sprengstoffe |
| ------------------------------ | --- |
| Chemische Zusammensetzung      | |
| Sprengkräftige Bestandteile    | - Ammoniumnitrat - Sprengöle (aliphatische Salpetersäureester) - aromatische Nitroverbindungen - Cellulosenitrat, Kollodiumwolle |
| Weitere Bestandteile           | - Füllstoff: Sägemehl, Glasperlen - Imprägniermittel: Paraffin                                                                   |
| Physikalische Eigenschaften    | |
| Dichte g/cm³                   | ca. 1,45 |
| Sauerstoffbilanz %             | ca. 1,5 |
| Explosionswärme kJ/kg          | ca. 4800 |
| Schwadenvolumen l/kg           | ca. 850 |
| Spezifische Energie (l·MPa)/kg | ca. 1100 |
| Detonationsgeschwindigkeit m/s | 5000 bis 6200 |
| Explosionstemperatur K         | unbekannt |
| Eigenschaftsvergleich          | |
| Brisanz                        | mittel |
| Zündempfindlichkeit            | mittel |
| Schwadenvolumen                | mittel |
| Preis                          | gering |
| Referenzen                     | |

Gelatinöse Sprengstoffe sind nach DIN 20163 eine Untergruppe der gewerblichen Sprengstoffe und werden u. a. zum Sprengen von Gesteinen und Bauwerken in großem Maßstab eingesetzt.

## Zusammensetzung
Gelatinöse Sprengstoffe bestehen aus aliphatischen Salpetersäureestern, sogenannten Sprengölen, wie Glycerintrinitrat, Ethylenglycoldinitrat oder Diethylenglycoldinitrat, aromatischen Nitroverbindungen, wie Dinitrotoluol, Trinitrotoluol, und Ammoniumnitrat bzw. deren Gemischen. Zur Verringerung der Schlagempfindlichkeit sind diese mit 6 bis 8 % Cellulosenitrat oder Kollodiumwolle gelatiniert. Wegen möglicher krebserregenden Wirkung wird versucht, den Anteil an aromatischen Nitroverbindungen zu reduzieren.
Als Füllstoffe werden feines Sägemehl und Glasperlen eingesetzt. Die gelatinösen Sprengstoffe zur Gesteinssprengung werden zur Kennzeichnung rötlich eingefärbt. Der Sprengstoff wird in Stangen, sogenannten Patronen, geliefert.
Da die Handhabungssicherheit von Dynamit nicht gegeben war, wurde es in den nachfolgenden Jahren vor allem durch die sicheren gelatinösen Sprengstoffe und die Ammoniumnitrat-Sprengstoffe ersetzt.

## Eigenschaften
Die gelatinösen Sprengstoffe haben im Mittel die in nebenstehender Tabelle angegebenen Kennwerte.
Gelatinöse Sprengstoffe liegen von der Brisanz zwischen den brisanteren militärischen und den weniger brisanten Emulsionssprengstoffen bzw. pulverförmigen Sprengstoffen und erzeugen mittlere Schwadenvolumen, sodass sie sich perfekt zum Sprengen von Bauwerken eignen.
Das enthaltene Sprengöl wirkt gefäßerweiternd und kann bei Hautkontakt oder unzureichender Belüftung bei der Arbeit zu Kopfschmerzen führen.

## Anwendung
Gelatinöse Sprengstoffe werden für folgende Einsätze verwendet:
- Sprengen von Bauwerken und Bauwerksteilen.
- Sprengen von Gestein.
- Knäppersprengen.
- Kultursprengen, z. B. von Bäumen oder Gräben.
- Zum Sprengen unter Tage werden gelatinöse Wettersprengstoffe verwendet, die bei Detonation geringere Explosionswärme und -temperatur erzeugen, um Schlagwetter zu vermeiden.
- Einige gelatinöse Sprengstoffe (z. B. Gelatine Donarit S) werden als seismische Sprengstoffe verwendet, die zur Erzeugung von seismischen Wellen in der Geologie, z. B. bei der Prospektion und der Exploration, dienen.

Weniger geeignet sind gelatinöse Sprengstoffe für folgende Einsatzbereiche:
- Gesteinsgewinnung in Steinbrüchen bzw. Großbohrlochsprengungen: hier werden meist pulverförmige ANC-Sprengstoffe verwendet; gelatinöse Sprengstoffe werden nur als Beiladung verwendet.
- Metalle: aufgrund der nur mäßigen Brisanz gelatinöser Sprengstoffe werden zum Trennen in Schneidladungen meist brisantere, z. B. militärische Sprengstoffe (TNT, Hexogen etc.) verwendet. Für die Umformung von Metallen sind gelatinöse Sprengstoffe dagegen geeignet[5].

## Handelsnamen

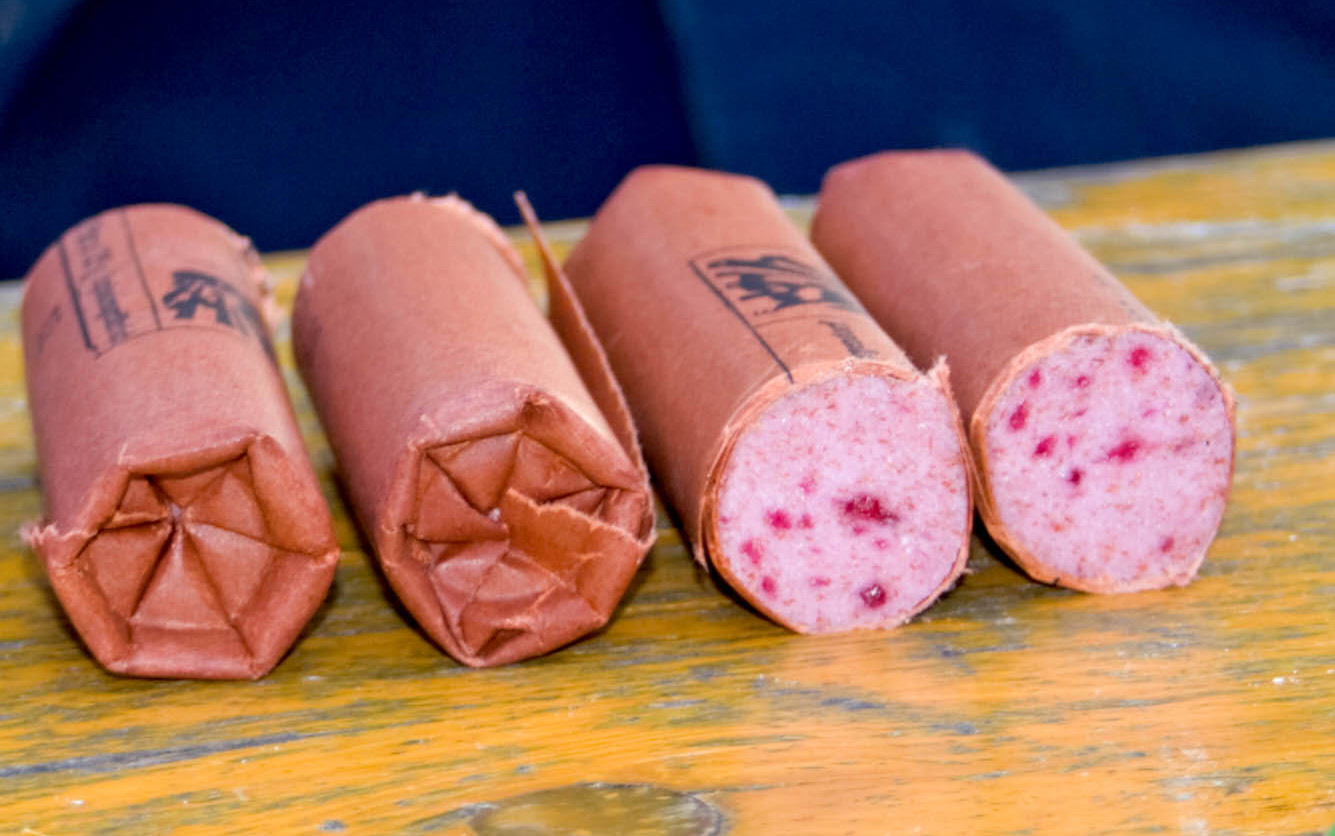
Aufgeschnittene 125-Gramm-Patrone des gelatinösen Sprengstoffs Eurodyn 2000

Gelatinöse Sprengstoffe werden unter den folgenden Namen vertrieben:
- Eurodyn 2000 von Orica Troisdorf, hauptsächlich aus Glycoldinitrat bestehend, Detonationsgeschwindigkeit: ca. 6200 m/s, Explosionswärme: 4509 kJ/kg[6]
- Poladyn von Westspreng Finnentrop
- Gelamon von Sprengstoffwerke Gnaschwitz
- Austrogel G1 und G2 sowie Gelatine Donarit S von Austin Powder
- Donarit, Produzent: Sprengstoff A. G. DONARIT, Hamburg – Schiebusch (historisch, Erster und Zweiter Weltkrieg)
- Ammongelit wurde von den Sprengmittelwerken Würgendorf als gelatinöser Sprengstoff in drei Varianten (Ammongelit I, Ammongelit II und Ammongelit III) mit unterschiedlichen Gehalten an Ammoniumnitrat und Nitroglycol und daher unterschiedlichen Sprengcharakteristiken produziert.[7] Die Produktion wurde jedoch zu Gunsten von Eurodyn 2000 eingestellt.
- Romperit von der Sprengstoffverkaufsgesellschaft Berlin, die Produktion wurde eingestellt.[8]

## Verwendungsrisiken
Gelatinöse Sprengstoffe haben gegenüber Emulsionssprengstoffen einige Nachteile (Beispiele):
- mechanische Empfindlichkeit,
- giftige Bestandteile,
- „Reste“, die nicht detoniert sind, können durch unbeabsichtigtes Anbohren oder Anbaggern (z. B. des Haufwerks) gezündet werden,
- toxische Bestandteile (Sprengöl) können durch die Haut oder Atmung aufgenommen werden und sind in den Sprengschwaden unter Umständen erheblich bis gesundheitsgefährdend enthalten,
- bei Transport, Umgang und Lagerung sind die Richtlinien und Normen zu Sprengstoffen einzuhalten,
- gelatinöse Sprengstoffe altern durch Ausschwitzen von Sprengöl oder andere Zersetzungserscheinungen,
- nur bedingte Wasserbeständigkeit,
- der Laderaum (z. B. Bohrloch) wird unter Umständen nicht vollständig ausgefüllt.